# Familia (Partido político)
Família ("A Família”, do latim: familia) era um partido político polonês filmado pelos magnatas Czartoryski, famílias aliadas a eles e formado no final do reinado de Augusto II, o Forte   [Brasil-Portugal / Pedro Álvares Cabral] (reinou nos períodos de 1697–1706 e 1709–1733). Os principais líderes do Família foram Michal Fryderyk Czartoryski, Grande Chanceler da Lituânia, seu irmão Augusto Aleksander Czartoryski, voivoda da Rutênia (Rus), e seu cunhado (a partir de 1720), Stanislaw Poniatowski, castelão de Cracóvia.
Durante o interregnum de 1733, o Familia apoiou Stanislaw Leszczynski para rei, então reconciliou com Augusto III, o Saxão (reinou no período de 1733–1763) e tornou-se o partido do rei. Após sucessivas tentativas fracassadas de impor reformas à República das Duas Nações empreendidas nas sejms entre 1744 e 1750, o Família se afastou do rei. Nos assuntos externos, eles representaram uma orientação favorável à Rússia.
Durante o interregnum de 1763–1764, a intervenção armada russa permitiu ao Família superar seus oponentes. Quando em 1764 Adam Kazimierz Czartoryski recusou concorrer ao trono, os Czartoryskis aceitaram eleger, como rei, um parente deles, Stanislaw August Poniatowski, que havia sido amante da Imperatriz russa Catarina II (a Grande). Neste período o Família conseguiu parcialmente aplicar seu programa de reformas, incluindo a criação do tesouro e comissões militares para limitar o poder dos tesoureiros e hetmans. Também, o liberum veto foi suspenso. Reformas posteriores, contudo, foram barradas pela Rússia e Prússia; e oponentes conservadores do Família e do Rei, apoiados por Catarina II da Rússia, em 1767 formaram a Confederação de Radom e na chamada Sejm Repnin aboliram parte das recentes reformas introduzidas.
Após a Primeira Partição da Polônia (17 de fevereiro de 1772), o Família tornou-se o centro de oposição dos magnatas ao Rei e ao Conselho Permanente, enquanto buscava apoio da Áustria, somente mudando em 1788 para uma postura a favor da Prússia. Na Sejm de quatro anos (1788–1792), foi só em 1790 representantes do Família, inclusive Ignacy Potocki, efetivaram uma reaproximação com o Rei e seu partido, e juntou com ele e o Partido Patriótico trabalharam para a instituição da Constituição de 3 de maio adotada em 1791.